# Placówka Straży Celnej „Rożen Wielki”

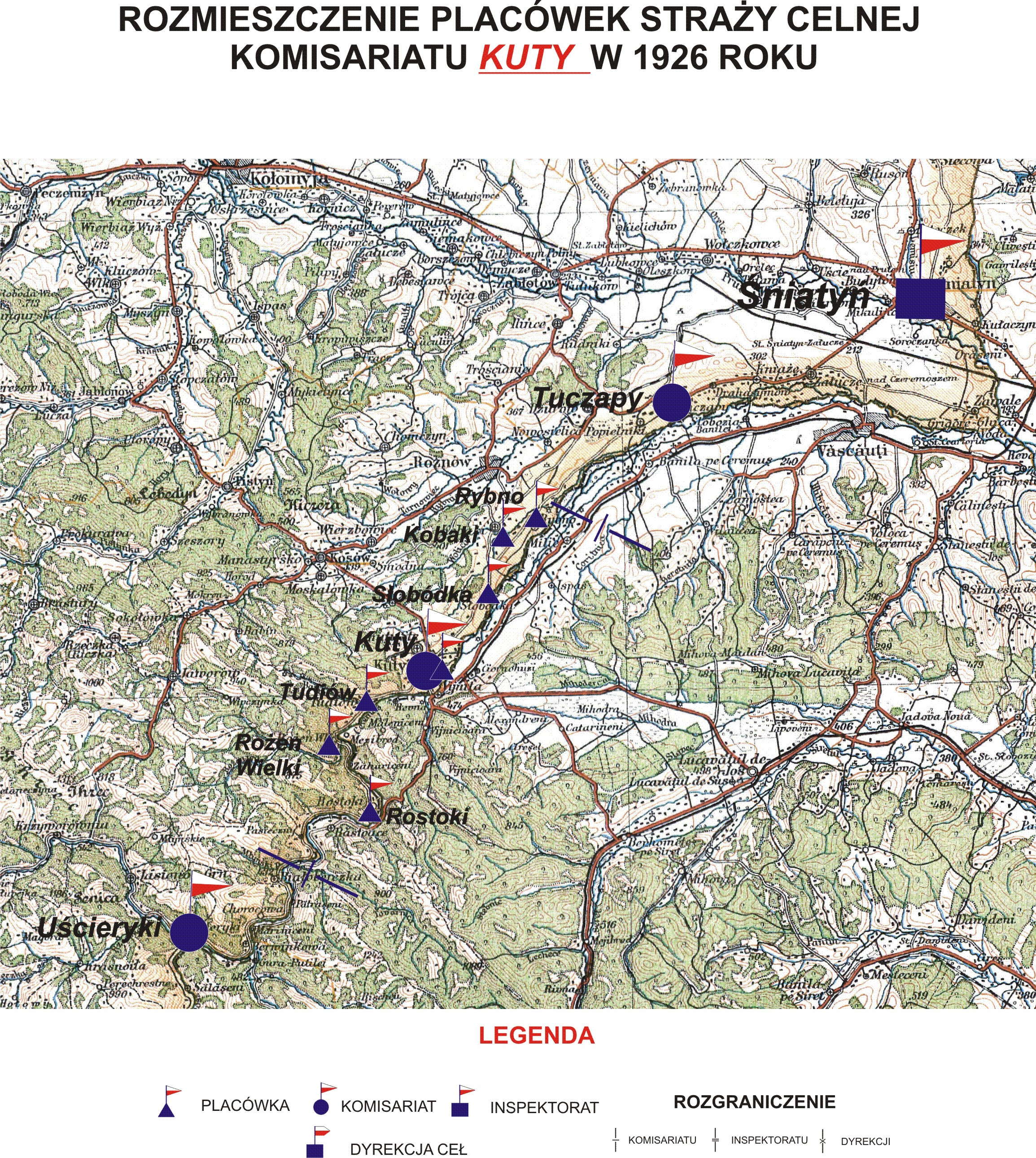
Rozmieszczenie placówek komisariatu SC Kuty w 1926 r.

Placówka Straży Celnej „Rożen Wielki” – jednostka organizacyjna Straży Celnej pełniąca w okresie międzywojennym służbę ochronną na granicy polsko-rumuńskiej.

## Formowanie i zmiany organizacyjne
Na wniosek Ministerstwa Skarbu, uchwałą z 10 marca 1920 roku, powołano do życia Straż Celną. Jednostki Straży Celnej rozpoczęły przejmowanie odcinków granicy od pododdziałów Batalionów Celnych. W 1921 roku w Kutach stacjonował sztab 3 kompanii 11 batalionu celnego. Kompania wystawiała między innymi placówkę w Rożeniu Wielkim. Proces tworzenia Straży Celnej trwał do końca 1922 roku. Placówka Straży Celnej „Rożen Wielki” weszła w podporządkowanie komisariatu Straży Celnej „Kuty” z Inspektoratu SC „Śniatyn”.
W drugiej połowie 1927 roku przystąpiono do gruntownej reorganizacji Straży Celnej. W praktyce skutkowało to rozwiązaniem tej formacji granicznej. Ochronę północnej, zachodniej i południowej granicy państwa przejęła powołana z dniem 2 kwietnia 1928 roku Straż Graniczna.
Rozkazem nr 5 z 16 maja 1928 roku w sprawie organizacji Małopolskiego Inspektoratu Okręgowego dowódca Straży Granicznej gen. bryg. Stefan Pasławski powołał komisariat Straży Granicznej „Kosów”. Placówka Straży Granicznej I linii „Rożen” znalazła się w jego strukturze.

## Funkcjonariusze placówki
Kierownicy placówki
| stopień    | imię i nazwisko, numer | okres pełnienia służby | kolejne stanowisko |
| ---------- | ---------------------- | ---------------------- | ------------------ |
| przodownik | Stefan Bohn (2188)     | był w 1926             |                    |

Obsada personalna placówki w 1926:
- przodownik Stefan Bohn (2188)
- strażnik Jan Galikowski (580)
- strażnik Stanisław Szynal (1473)
- strażnik Bronisław Płomiński (2131)
- strażnik Michał Dubanik (2031)
- strażnik Julian Zierkiewicz (1621)